# Парк (Канзас)
Парк (енгл. Park) град је у америчкој савезној држави Канзас.

## Демографија
По попису из 2010. године број становника је 126, што је 25 (-16,6%) становника мање него 2000. године.
| Група             | 2000.       | 2010.       |
| Белци             | 147 (97,4%) | 122 (96,8%) |
| Афроамериканци    | 0 (0,0%)    | 0 (0,0%)    |
| Азијати           | 0 (0,0%)    | 1 (0,8%)    |
| Хиспаноамериканци | 0 (0,0%)    | 2 (1,6%)    |
| Укупно            | 151         | 126         |